# Daisuke Tada
Daisuke Tada (japanisch 多田 大介 Tada Daisuke; * 11. August 1982 in der Präfektur Okayama) ist ein ehemaliger japanischer Fußballspieler.

## Karriere
Tada erlernte das Fußballspielen in der Schulmannschaft der Tokai University Daigo High School. Seinen ersten Vertrag unterschrieb er 2001 bei den Cerezo Osaka. Der Verein spielte in der höchsten Liga des Landes, der J1 League. Am Ende der Saison 2001 stieg der Verein in die J2 League ab. 2002 wurde er mit dem Verein Vizemeister der J2 League und stieg wieder in die J1 League auf. Am Ende der Saison 2006 stieg der Verein in die J2 League ab. Für den Verein absolvierte er 21 Erstligaspiele. 2008 wechselte er zum Ligakonkurrenten Ehime FC. Für den Verein absolvierte er 21 Ligaspiele. 2009 kehrte er zu Cerezo Osaka zurück. Danach spielte er bei den Omiya Ardija, Gainare Tottori, FC Gifu, Cerezo Osaka und Sriracha FC. Ende 2014 beendete er seine Karriere als Fußballspieler.

## Erfolge
Cerezo Osaka
- Kaiserpokal

Finalist: 2001, 2003